# 重叠积分
重叠积分（英語：Overlap integral），又称S积分，是原子轨道线性组合为分子轨道时，通过变分法求得的久期方程组包含的三类积分之一，通常用SAB表示。
对于双原子分子，由于久期方程组矩阵形式为：
{\displaystyle {\begin{bmatrix}{{H_{AA}}-E}&{{H_{AB}}-E{S_{AB}}}\\{{H_{BA}}-E{S_{BA}}}&{{H_{BB}}-E}\\\end{bmatrix}}{\begin{bmatrix}{c_{A}}\\{c_{B}}\\\end{bmatrix}}=0}
所以：
{\displaystyle S_{AB}=\int \psi _{a}\psi _{b}d\tau }
它与核间距离有关，其中R=0是SAB为1，而R→+∞时，SAB→0。